# Number 1's (албум на Дестинис Чайлд)
Number 1 е сборен албум с най-добрите хитове на американската група Дестинис Чайлд издаден на 25 октомври 2005 година. Албумът достига 1 място в класацията Билборд за албуми. Албумът е с общи продажби от 1 милион и 700 хиляди копия в САЩ и е с платинена сертификация.

## Списък с песните

### Оригинален траклист
1. „Stand Up for Love“ – 4:45
2. „Independent Women Part I“ – 3:36
3. „Survivor“ – 3:49
4. „Soldier“ (с Ти Ай и Лил Уейн) – 4:05
5. „Check on It“ (Бионсе и Slim Thug) – 3:32
6. „Jumpin', Jumpin'“ – 3:49
7. „Lose My Breath“ – 3:33
8. „Say My Name“ – 4:01
9. „Emotion“ – 3:56
10. „Bug a Boo“ – 3:23
11. „Bootylicious“ – 3:29
12. „Bills, Bills, Bills“ – 3:45
13. „Girl“ – 3:27
14. „No, No, No Part 2“ (с Уиклиф Джийн) – 3:15
15. „Cater 2 U“ – 4:07
16. „Feel the Same Way I Do“ – 4:06

### Японско издание
1. „So Good“ – 3:13
2. „Nasty Girl“ – 4:18

### DualDisc издание (DVD)
1. „На живо DVD трейлър“
2. „No, No, No Part 2“ (с Уиклиф Джийн)
3. „Say My Name“
4. „Survivor“
5. „Bootylicious“
6. „Independent Women Part I“
7. „Lose My Breath“
8. „Soldier“ (с Ти Ай и Лил Уейн)
9. „Cater 2 U“

### Walmart издание (DVD)
1. „Girl“ (на живо)
2. „Cater 2 U“ (на живо)
3. „На пътя с Дестинис Чайлд и къщата на Роналд Макдоналд“
4. „Видео Мегамикс с Lose My Breath“
5. „Train on a Track“ (Кели Роуланд) (видеоклип)
6. „Do You Know“ (Мишел Уилямс) (видеоклип)
7. „Me, Myself and I“ (Бионсе) (видеоклип)
8. „На живо DVD трейлър“